# کوه بیگلو (مین)
کوه بیگلو (به انگلیسی: Mount Bigelow) یک کوه در ایالات متحده آمریکا است که در مین واقع شده‌است.